# Dhavalagi, Muddebihal
Dhavalagi là một làng thuộc tehsil Muddebihal, huyện Bijapur, bang Karnataka, Ấn Độ.